# Max Black
Max Black filósofo y matemático nacido el 24 de febrero de 1909 en Bakú (Azerbaiyán), y fallecido el 27 de agosto de 1988 en Ithaca, Estados Unidos. Fue un distinguido filósofo y una importante figura de la filosofía analítica. 
Max Black contribuyó al desarrollo de la filosofía del lenguaje, la de las matemáticas, la de la ciencia y la del arte.

## Vida y obra
Black nació en Azerbaiyán, en una familia judía, la cual tuvo que abandonar el país debido al antisemitismo de aquella época. En 1912, después de una corta estancia en París, se establecieron en Londres. Rápidamente destacó en música (terminó sus estudios de violín aún en el colegio) y en matemáticas, así como en ajedrez.
Su aprendizaje en la filosofía de las matemáticas se llevó a cabo en el Queen's College de Cambridge, en el cual estudió con profesores como Ludwig Wittgenstein o Bertrand Russell. Tras graduarse en 1930, estudió un año en Gotinga, en donde escribió su primer libro, titulado The Nature of Mathematics, en donde hacía una exposición crítica del Principia mathematica de Russell. Sería publicado en 1933.
Consiguió su doctorado en Londres, en 1939, el cual trataba sobre las Teorías del Positivismo Lógico. Hasta 1940 permaneció allí, y fue precisamente esa fecha cuando aceptó un puesto en el Departamento de Filosofía en la Universidad de Illinois. Seis años después, aceptó un puesto de profesor en la Universidad Cornell de Nueva York. Allí permaneció hasta su retirada, que se produjo en 1977. Anteriormente se había nacionalizado estadounidense (1948).
A partir de su retirada, Black continuó dando charlas y conferencias en Universidades de todo el mundo, y ostentó el cargo de Presidente del Instituto Internacional de Filosofía desde 1981 hasta 1984.

## Max Black y su relación con lalógica difusa
Durante su estancia en Londres mientras desarrollaba su Tesis, publicó un trabajo: Vagueness: An exercise in logical analysis in the Philosophical Society. En este, Black intentó observar y tratar "lo vago" e introdujo la noción de conjuntos vagos, la cual corresponde a grandes líneas a los conjuntos difusos. Los explicó mediante una curva de pertenencia, declarando que buscaba una lógica más parecida a la utilizada por los humanos. 
Es muy controvertida, por tanto, la aceptación de Lotfi A. Zadeh como creador de los conjuntos difusos y la lógica difusa, ya que podríamos considerar que su primer trabajo se basó enteramente en los trabajos de Max Black en este sentido, aprovechando su puesto y posibilidades como editor para dar dimensión de descubrimiento a esta evolución de una teoría existente[cita requerida].

### Algunas publicaciones
- The Nature of Mathematics. 1933, reimpreso 1959
- Vagueness: An exercise in logical analysis in the Philosophical Society. 1937
- A New Method of Presentation of the Theory of the Syllogism. 1944
- Language and Philosophy: Studies in Method. (1949). Ithaca, NY: Cornell UP (aquí también el artículo: Semántica General Korzybsksi, por el artículo siguiente por Bruce I. Kodish se refiere)
- Critical Thinking. 1946. NYS, 2.ª ed. 1952
- Problems of Analysis. 1954
- Metaphors are no arguments, my pretty maiden. In: Proc. of the Aristotelian Soc. LV (1954–1955): 273-294
- Models and Metaphors. Studies in Language and Philosophy. Cornell University Press, Ithaca 1962
- A Companion to Wittgenstein’s Tractatus. 1964
- The Labyrinth of Language. Mentor, New York 1969. (andere Quellen nennen 1968 als Jahr der Erstveröffentlichung)
- Margins of Precision: Essays in Logic and Language. 1970.
- Making intelligent choices, how useful is decision theory? 1985
- The Importance of Language. Prentice-Hall, Englewood Cliffs 1962. Nachdruck 1982: ISBN 0-8014-9077-4
- Art, Perception and Reality, zusammen mit E.H. Gombrich und Julian Hochberg. Johns Hopkins University Press, Baltimore 1972
- Perplexities. Cornell University Press, Ithaca/London 1990

#### Editorial y traducciones
- Rudolf Carnap. The Unity of Science, translated and with an introduction by Max Black in Psyche Miniatures, General Series no. 63. Kegan Paul, Trench, Trubner & Co., London 1934
- Philosophical Writings of Gottlob Frege. Editó Peter Geach and Max Black (1953). 3rd ed. Basil Blackwell, Oxford 1980
- The Social Theories of Talcott Parsons. A critical examination. Editó Max Black. Prentice Hall, 1961
- Philosophical analysis: a collection of essays. Editó Max Black. Prentice-Hall, Englewood Cliffs 1963
- William P. Alston: Philosophy in America: essays, editó Max Black. George Allen & Unwin, London 1965
- John R. Searle: What Is a Speech Act. Philosophy in America. Ed. Max Black. Allen, London 1965
- Stephen Francis Barker: Induction and Hypothesis. A Study of the Logic of Confirmation. Contemporary Philosophy, editó Max Black. o.J.
- The Morality of Scholarship. Northrop Frye, Sturat Hampshire, Conor Cruise O’Brien. Editó Max Black (Studies in Humanities, vol. 1). Cornell University Press, 1967

#### Arts. de Max Blacks en la Encyclopedia Britannica
- Abstract and abstraction. 1956 Vol 1, pp.67–68 (ed. 1957: Vol. 1, pp. 67–68)
- Antinomy. 1956, Vol. 2, p. 70
- Condition. 1957, Vol. 6, pp. 220–221
- Deduction. 1957, Vol. 7, pp. 132–133

## Literatura
- Alonzo Church. (Rezension von A New Method of Presentation..) In: Journal of Symbolic Logic 10 ( 4) (dic. 1945) pp. 133-134
- B. Rolf: Black and Hempel on vagueness. In: Allgemeine Wissenschaftstheorie 11 (2) 1980, pp. 332–346
- Obituary of Max Black.  In: New York Times, 30 de agosto de 1988
- J.P. Russo, I.A. Richards: Max Black. His life and Work. 1989
- Bruce I. Kodish: Contra Max Black. An Examination of 'The Definitive Critique' of General-Semantics. In: General Semantics Bulletin, n.º 64, 1997 (Online-Fassung)
- J. Wilson-Quayle, Max Black. In: American National Biography 2 (Oxford, 1999), 862-864